# Богомолов, Семён Иванович
Семён Иванович Богомолов (1917—1987) — старшина Рабоче-крестьянской Красной Армии, участник Великой Отечественной войны, Герой Советского Союза (1943).

## Биография
Семён Богомолов родился 12 декабря 1917 года в деревне Верхнее Грязное (ныне — Сосновский район Тамбовской области) в семье крестьянина. Получил начальное образование, работал молотобойцем в вагоноремонтном депо в Москве. В 1939 году был призван на службу в Рабоче-крестьянскую Красную Армию, проходил службу в понтонно-мостовом батальоне на Днестре. С начала Великой Отечественной войны на её фронтах. Участвовал в обороне Одессы, Сталинградской битве. В 1943 году вступил в ВКП(б). К сентябрю 1943 года сержант Семён Богомолов командовал понтонным отделением 7-го отдельного моторизованного понтонно-мостового батальона 7-й гвардейской армии Степного фронта. Особо отличился во время битвы за Днепр.
27 сентября 1943 года в районе острова Глинск-Бородаевский к юго-востоку от Кременчуга Богомолов с группой сапёров построил пристань и переправил танки на плацдарм. На переправе Богомолов работал в течение семи суток практически безо сна и отдыха, руководя расчётами парома. 5 октября 1943 года, когда в ходе авианалёта паром был разбит, Богомолов отдал офицеру свой спасательный пояс и, несмотря на перебитую руку, сумел добраться до берега.
Указом Президиума Верховного Совета СССР от 20 декабря 1943 года за «образцовое выполнение боевых заданий командования на фронте борьбы с немецко-фашистскими захватчиками и проявленные при этом мужество и героизм» сержант Семён Богомолов был удостоен высокого звания Героя Советского Союза с вручением ордена Ленина и медали «Золотая Звезда» за номером 1514.
После окончания войны в звании старшины Богомолов был демобилизован. Проживал и работал в Москве, умер 19 июня 1987 года, похоронен на Щербинском кладбище.
Был также награждён орденами Отечественной войны 1-й степени и Славы 3-й степени, а также рядом медалей.

## Память
В Москве на стене дома, в котором в 1980-е годы проживал С. И. Богомолов (ул. Академика Бочвара, д. 15), на средства жителей была установлена мемориальная доска в память о герое.